# Tomas Van Den Spiegel
Tomas Van Den Spiegel (Gent, 10 juli 1978) is een voormalig Belgisch professioneel basketbalspeler. Sinds 2018 is hij de bestuursvoorzitter van Flanders Classics.

## Carrière

### Basketballer
Van Den Spiegel doorliep eerst de jeugdrangen van Osiris Denderleeuw, vervolgens die van Okapi Aalst en hij debuteerde op 17-jarige leeftijd in de Belgische eerste klasse. Na een verkiezing in 1996 tot Rookie van het jaar verhuisde Van Den Spiegel in 1997 naar het toenmalige Sunair Oostende.
Met Oostende won hij twee kampioenstitels en twee bekers. Van den Spiegel werd in 2001 verkozen tot Belgische basketballer van het jaar en tekende toen een driejarig contract bij de Italiaanse topclub Fortitudo Bologna. Na een korte passage bij Virtus Roma werd CSKA Moskou zijn volgende bestemming. Met Moskou won Van Den Spiegel de EuroLeague zowel in 2006 als 2008. Hij was ook verliezend finalist in 2004 met Bologna en in 2007 met Moskou.  Verder won Van Den Spiegel met CSKA drie Russische titels en twee bekers. Twee korte passages bij Prokom Trefl Sopot in Polen en Azovmash Marioepol in Oekraïne later speelde Van Den Spiegel twee seizoenen voor Real Madrid. Na een seizoensbegin bij Olimpia Milano in 2010 keerde hij begin 2011 terug naar de Belgische competitie. Tomas tekende op 10 maart 2011 een contract voor 4,5 jaar bij Telenet Oostende. 
Hij kondigde op 30 juni 2013 aan dat hij definitief stopte met basketbal.

### Sportbestuurder
In 2016 werd Van Den Spiegel  verkozen tot voorzitter van de  Union des Ligues Européennes de Basket (ULEB).
Sinds 2018 is hij CEO van Flanders Classics, een belangrijke organisator van wielerwedstrijden zoals de Ronde van Vlaanderen.
Sinds mei 2023 zetelt hij in de raad van bestuur van de Belgische voetbalclub RSC Anderlecht, als tweede bestuurder voor Mauvavie, de vennootschap van Anderlecht-voorzitter Wouter Vandenhaute.

## Clubs
- 1987-1995 :  Osiris Denderleeuw
- 1995-1997 :  Okapi Aalstar
- 1997-2001 :  Telindus BC Oostende
- 2001-2002 :  Fortitudo Bologna
- 2002 :  Telindus BC Oostende
- 2002-2004 :  Fortitudo Bologna
- 2004-2006 :  Pallacanestro Virtus Roma
- 2006-2007 :  PBK CSKA Moskou
- 2007-2008 :  Prokom Trefl Sopot
- 2008 :   PBK CSKA Moskou
- 2008 :  BK Azovmasj Marioepol
- 2008- 2010:  Real Madrid Baloncesto
- 2010-2011:  Olimpia Milano/  Telenet Oostende
- 2011-2013:  Telenet Oostende

## Trivia
In 2012 werd Van Den Spiegel als eerste sportman winnaar van het populaire VIER-televisieprogramma De Slimste Mens ter Wereld. 